# Den ædle Skrædder
Den ædle Skrædder er en dansk stumfilm fra 1916, der er instrueret af Lau Lauritzen Sr. efter manuskript af ham selv og Helen Gammeltoft.

## Handling
Denne artikel mangler et handlingsreferat. Hjælp os med at skrive det.